# بردفيلد (باركشير)
بردفيلد (بالإنجليزية: Bradfield, Berkshire)‏ هي قرية وأبرشية مدنية تقع في المملكة المتحدة في إنجلترا. يقدر عدد سكانها بـ 2,177 نسمة ومساحتها 16.67 كم2 .